# Thompson, Manitoba
Thompson är en ort i Kanada.   Den ligger i provinsen Manitoba, i den centrala delen av landet, 1 900 km nordväst om huvudstaden Ottawa. Thompson ligger 205 meter över havet och antalet invånare är 12 467.
Flygplatsen Thompson Airport ligger nära orten.